# Ийв Ейнджъл
Ийв Ейнджъл (на английски: Eve Angel) е артистичен псевдоним на унгарската порнографска актриса и модел Ева Добош (на унгарски: Dobos Éva), родена на 19 май 1983 г. в град Будапеща, Унгария.
Снимала се е в списания като Плейбой, Пентхаус, Суанк, Велвет и много други.

## Биография
Ийв има по-голям брат и по-малка сестра. Заедно с брат си имат дизайнерско студио.
Когато завършва гимназия, след успешни кастинги за снимки, започва работа като модел, и същевременно започва да участва и в порнофилми. Обича да пътува, мечтата ѝ е да посети Египет. Впечатлена е от историята на страната и строежа на пирамидите. Макар да работи като модел, желае един ден да стане археолог. В началото започва като модел, за да изкарва пари, но впоследствие работата ѝ харесва и започва да го прави за удоволствие. Първата ѝ еротична сцена е, когато е на 17 години. Хобитата ѝ са да чете книги, да се разхожда из природата (най-вече с кучетата си стафордшир бултериер и уличен териер). Обича също да готви. Има обица на езика. Харесва хип-хоп музиката. Любимият ѝ филм е „Секс игри“. Живее в родната си Будапеща. Въпреки че се снима предимно с жени, предпочита мъже за евентуална връзка.

## Кариера
По време на своята кариера, Ийв работи с известни личности в този бранш, филмите и снимките и са правени от хора като Андрю Янгман, Джон Уолтън, Денис Дефранческо и Вив Томас.
В сцените участва с някои от най-известните порно звезди: Мия Даймънд, Жанет Егерхази, Софи Муун, Моника Суийт. Работила е за няколко студия, но вече усилията ѝ са насочени към собствения ѝ сайт.
По-ранните ѝ филми са предимно с хетеросексуални сцени, но след като започва да работи с Егерхази, предпочита да снима с лесбийки, както и с насоченост към фетишизма към крака.
Също така е била дългогодишен модел на модния фотограф Mr.E.
През 2004 г. Ийв Ейнджъл дебютира като актриса и в игралното кино с роля в испанския филм „Курва“, в който участват и актрисите Дарил Хана и Дениз Ричардс, както и други порнографски актриси като Дора Вентер, Кристина Бела, Рита Фалтояно, Британи Андрюс и други.

## Награди
Носителка на награди
- 2005: Viv Thomas награда за най-добра лесбийска сцена в Pink Velvet 3: A Lesbian Odyssey (със Сандра Шайн)
- 2005: Международна порнонаграда Белград за най-добра лесбийска филмова актриса.
- 2009: AVN награда за чуждестранна изпълнителка на годината.[5][6][1]

Номинации за награди
- 2009: Номинация за AVN награда за най-добра лесбийска секс сцена с двама изпълнители.[6]

Други
- 2006: Viv Thomas Момиче на месец юни.

## Филмография
| - Eurotic Fantasies (2008) (V) - My Evil Sluts (2008) (V) - Imaginations (2007) (V) - Larry Flynt's Private Collection 8: Campus Confessions (2007) (V) - Infernal Angels 2 (2007) (V) - Infernal Angels (2007) (V) - Elfin Pussycats (2007) (V) - Best Girlfriends 2 (2007) (V) - Lesbian Games (2007) (V) - Kesse Kätzchen (2007) (V) - Lesbische Spielchen (2007) (V) - Girl on Girl 3 (2007) (V) - Hole in Two (2007) (V) (as Eve) - Club DVD Vol. 2 No. 2 (2007) (V) (as Eve) - Inside Peaches (2007) (V) (as Eve) - Lesbian Heat (2007) (V) - Sex with Eve Angel (2007) (V) - The Platinum Collection: UK vs Europe (2006) (V) (as Katie) - Supreme Hardcore 2 (2006) (V) (as Eve Angel) - The Art of Kissing 2 (2006) (V) (as Eve) - Girl on Girl 2 (2006) (V) (as Eve Angel) - Hot Slots 1 (2006) (V) (as Eve Angel) - Lesglam Four (2006) (V) (as Eve Angel) - ALS DVD #90: Eve Angel – Part 1 (2006) (V) - aka Lesbian Fever Four (International: English title: DVD title - Loaded: The Pissing & Fisting Adventure (2006) (V) (as Eve Angel) - Sandy's Club Vol. 1 (2006) (V) (as Eve) - Comeshot Inside (【中出特輯】豔熟體內射精) (Japanese title) (2006/07/14) - Triple (東歐安琪兒的【極上秘技】) (Japanese title) (2006/06/05) - Lesbian Lust Volume 1: Superglam.com Lesbians (2005) (V) (as Eve) - All About Eve (2005) (V) (as Eve)... Eve/Private Investigator - The Art of Kissing (2005) (V) (as Eve) - Pink Velvet 3: A Lesbian Odyssey (2005) (V) (as Eve Angel)... Katie - The Ultimate Hardcore Collection 2 (2005) (V) (as Katie) - Amateur Piss Nr. 3 (Purzel-Video 96) (2005) (V) - Viv's Dream Team (2005) (V) (as Eve) - aka Viv's Dream Team Girls (USA) - Eva & Mia Stone Lesbian Sex (2005) (V) (as Eva) - Girls on Girls 4 (2005) (V) (as Eve) - In the Crack 061: Eve (2005) (V) (as Eve) - Les Babez (2005) (V) (as Eve) - My Dear Eve (2005) (V) (as Eve Angel)... Eve - Secrets (2005) (V) (as Eve Angel) - She Licks Girls (2005) (V) (as Eve) - Young Girls' Fantasies 9 (2005) (V) (as Eve Angel) - Girl on Girl (2004/II) (V) (as Katie) - Six Days with Vera: Volume One (2004) (V) (as Katie) |  | - Six Days with Vera: Volume Two (2004) (V) (as Katie)..Katie - Eve's Adventures (2004) (V) (as Eve Angel) - Club Hardcore All Stars (2004) (V) (as Katie) - Room Service (2004) (V) (as Katie) - Triple (2004) (V) (as Eva) - Yo puta (2004)... Brunette Hungarian Nude Model - aka Whore (Philippines: English title) (Spain: promotional title) - aka I, Whore (literal English title) - aka The Life (USA: DVD title) - aka The Life: What's Your Pleasure? (USA) - Eve: Superglam.com Girls Volume 1 (2004) (V) (as Eve) - Bubblegirls: Eve Shoot One (2004) (V) (as Eve) - Bubblegirls: Eve Shoot Two (2004) (V) (as Eve) - Fetishworlds 07 Flexigirls Nude: Dance for You (2004) (V) - Girl + Girl No. 8 (2004) (V) (as Severine) - Pleasures of the Flesh 7 (2004) (V) (as Sevrine) - Sandy's Girls 2 (2004) (V) (as Eve) - White-Hot Nurses 3 (2004) (V) (as Severine) - Pink Velvet: The Innocence of Lesbian Love (2003) (V) (as Katie)... Katie - aka Pink Velvet (UK: short title) - Private Reality No. 19: Beds of Sin (2003) (V) - The Best by Private 44: Anal Lolitas (2003) (V) - Sex, Wives & Videotape (2003) (V) (as Katie) - Pickup Babes 8 (2003) (V) (as Leslie Taylor) - North Pole #40 (2003) (V) (as Eve) - Bubblegum Babes 5 (2003) (V) (as Katie) - Junior College Girls (2003) (V) (as Eva) - Legal Skin 11 (2003) (V) (as Eve) - Mr. Beaver Checks in 17 (2003) (V) - Private Gold 57: Big Member (2003) (V) (as Severine) - Young Lesbian Love (2003) (V) (as Katie) - Young Lesbian Lust 1 (2003) (V) (as Katie) - Hustler: Anal Intensive 1 (2002) (V) - 18 and Nasty Interracial 4 (2002) (V) (as Severine) - Campus Confessions 1 (2002) (V) (as Severine) - Hustler Platinum 4: Arsenic 1 (2002) (V) - Orgy World 3 (2002) (V) (as Severine) - Hustler XXX 9 (2001) (V) - Reality Porn Series 2 (2005) (V) (as Katie)... Herself - Reality Porn (2003) (V) (as Katie) - aka Reality Porn Series 1 (UK) - The Making of 'Pink Velvet' (2003) (V) (as Katie)... Herself - The Cum Shot Collection (2005) (V) (as Eve Angel) - Private Casting X 31: Hot Sylvia (2001) (V) |

## Списания
- Barely Legal Hardcore 9 (Hustler)
- Club Extreme(UK) October 2006, Iss. 2 (cover)
- Club International Vol. 32.2 (UK.)
- For Men (UK) October 2004, Iss. 77 (cover)
- Gallery Magazine Mar. 2003 (US.) (lez)
- Gallery Magazine May 2003 (US.) (solo)
- Genesis Mar. 2003 (US.) (lez)
- Hawk Nov. 2003 (US.) (solo)
- Hawk Sept. 2003 (US.) (lez)
- Just 18 August 2003 (US.) (soft)
- Just 18 February 2003 (US.) (soft)
- Leg Sex Oct. 2003 (US.) (fetish)
- Mayfair Vol. 38.4 (UK.)
- Men`s World (UK) January 2006, Vol. 18, Iss. 1 (cover)
- Penthouse July 2003 (Hu.)
- Penthouse, May 2004 (Ge.)
- Playboy Nudes Oct. 2004 (US.)
- Ravers (UK) April 2004, Vol. 10, Iss. 4 (cover)
- Razzle(UK) February 2006, Vol. 24, Iss. 2 (cover)
- Swank Magazine July 2003 (US.) (soft)
- Swank Magazine March 2003 (US.) (soft)
- Swank Magazine Oct. 2003 (US.) (soft, cover)
- The Best Of Club International 54 (Uk.)
- The Picture Premium May 2004 (AU.)
- Triple X Magazine 44 (Private) (dp)
- Velvet September 2003 (US) (b/gg)

## Фен клуб
- Фен сайт на Ийв